# Borgore
Borgore, właśc. Asaf Borger, hebrajski: אסף בורגר (ur. 20 października 1987) – izraelski DJ i producent muzyki elektronicznej.
Borgore pochodzi z Tel Awiw-Jafa. Jest założycielem wytwórni muzycznej Buygore Records oraz zespołu death metalowego Shabira.  Jest także częścią dubstepowego duetu Alphamale Primates wraz z Tomba. Styl muzyczny określany jest jako „Gorestep”, ponieważ heavy metal zawiera duży wpływ na jego muzykę. Tematyka poruszana w jego utworach to filmy z gatunku horror, zwierzęta i seks. Współpracował z wytwórniami Dim Mak Records, Spinnin’ Records, Sumerian Records, Shift Recordings a także jego własnej wytwórni Buygore. W 2012 roku wydał minialbum pod tytułem Decisions współtworzony z Miley Cyrus.

## Dyskografia
Opracowano na podstawie materiału źródłowego.

### Albumy studyjne
- #Newgoreorder (2014; Buygore / Dim Mak Records)
- The Buygore Album (2015; Buygore)
- The Art Of Gore (2019; Buygore)